# Nothopegia monadelpha
Nothopegia monadelpha är en sumakväxtart som först beskrevs av William Roxburgh, och fick sitt nu gällande namn av L.L. Forman. Nothopegia monadelpha ingår i släktet Nothopegia och familjen sumakväxter.

## Underarter
Arten delas in i följande underarter:
- N. m. colebrookiana
- N. m. macrocarpa